# 陳良言
陳良言（？—？），江西进贤人，明朝政治人物。举人出身。
萬曆二十二年（1594年）舉人，二十三年（1595年）會試中副榜，天启二年（1622年）擔任廣州府新安縣知縣。后由黃繩卿接任。